# Mongolie sous la tutelle des Qing
1635–1912
Entités précédentes :
- dynastie Yuan du Nord
- Khanat dzoungar

Entités suivantes :
- Khaganat de Mongolie du Bogdo (1911-1924)
Mongolie(1924 - act)
- République de Chine (1912-1949)
République populaire de Chine(1949 - act)
- Tannou-Touva(1921-1944)
Touva(1944 - act)

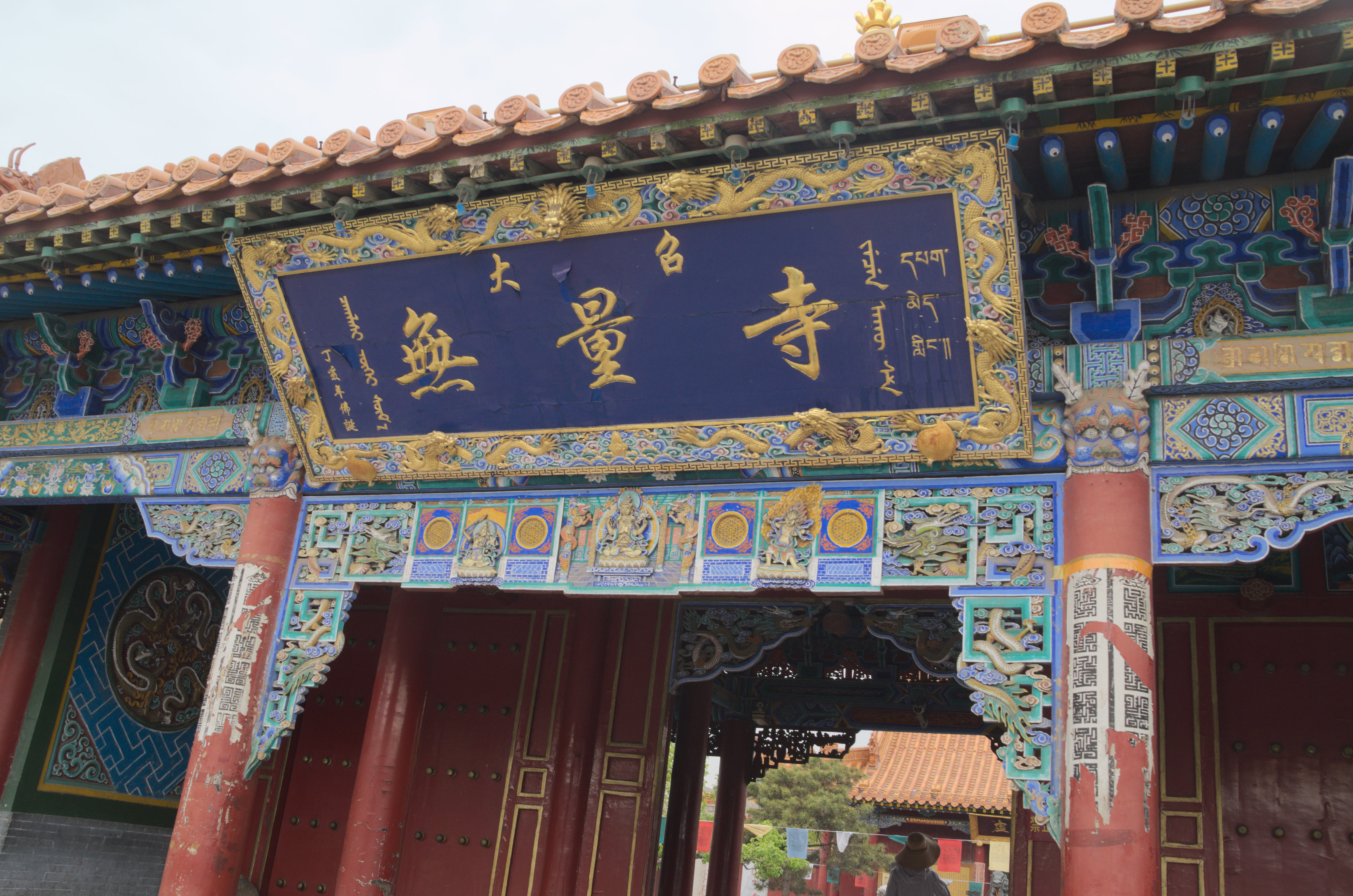
Écriteau du temple Dazhao, à Hohhot, à gauche du gros titre, écritures chinoise et mongole, à droite écritures mandchoue et tibétaine

La Mongolie sous la tutelle des Qing est une période pendant laquelle la dynastie Qing qui contrôlait l'empire chinois dirigeait les 4 aimags de la Mongolie-Extérieure (aujourd'hui Mongolie), y incluant le Tannu Uriankhai (aujourd'hui Touva), ainsi que les 6 ligues de la Mongolie-Intérieure (aujourd'hui région autonome de Mongolie-Intérieure). Elle a commencé en 1635 pour la Mongolie-Intérieure, lorsque Ejei Khan, dernier dirigeant de la dynastie Yuan du Nord, se rendit aux Mandchous. La Mongolie-Extérieure, comprenant alors Tannu Uriankhai, est restée indépendante jusqu'en 1690, date de son invasion par les troupes du Khanat dzoungar. En 1691, les Qing ont chassé les dzoungars et pris le contrôle de la Mongolie-Extérieure. La tutelle Mandchoue sur la Mongolie prend fin avec la chute de la dynastie Qing en 1912.
La dynastie Qing a contrôlé la Mongolie intérieure et extérieure pendant plus de 200 ans. Pendant cette période, les souverains Qing ont établi des structures administratives distinctes pour gouverner chaque région. Ainsi, même si les Mandchous maintenaient un contrôle ferme en Mongolie intérieure et extérieure, les Mongols de Mongolie extérieure (Soit la partie du pays la plus éloignée de Pékin, la capitale des Qing) jouissaient d'un degré d'autonomie plus élevé et ont également conservé leur propre langue et culture pendant cette période.

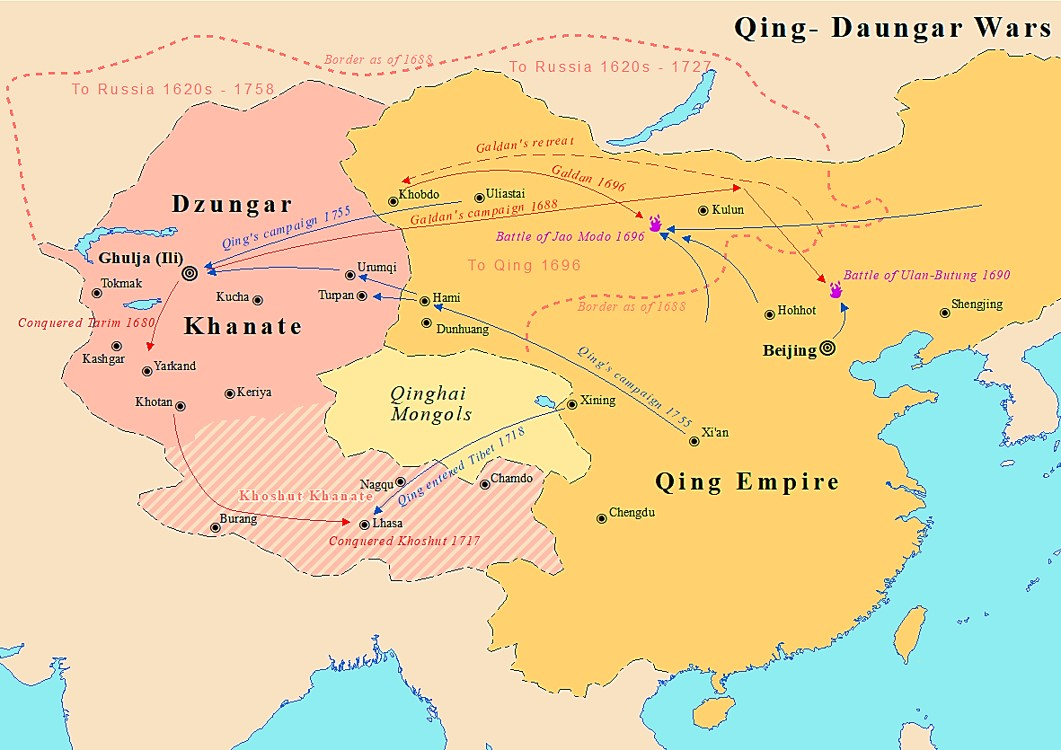
Carte des campagnes lors de la guerre Dzoungar-Qing

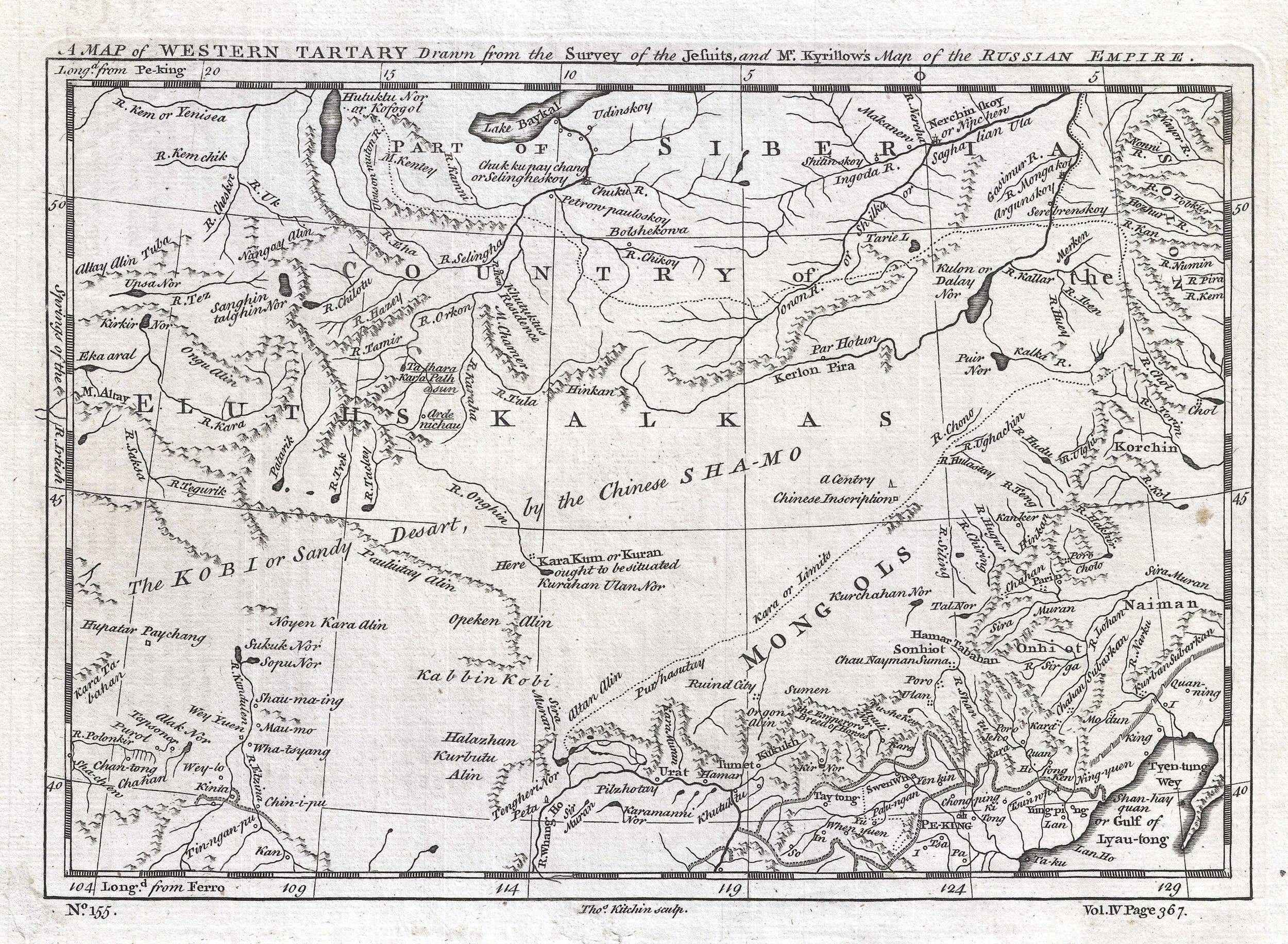
Mongolie sur une carte de 1747

aïmag Mongol au début de la tutelle Qing.

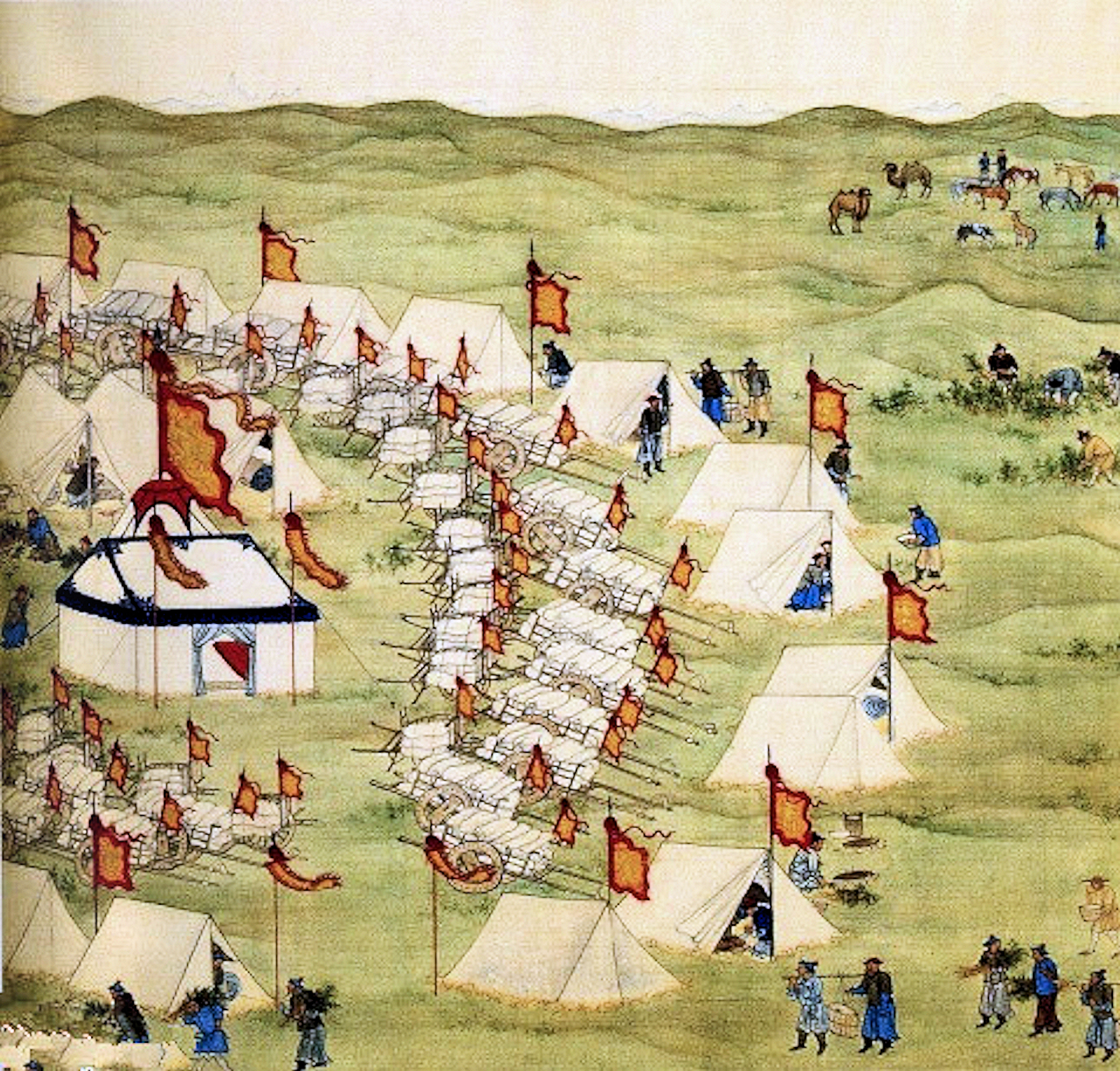
Camp de l'empereur Kangxi sur la Kerülen lors de la campagne de 1696.

## Histoire
Dès les premières années du règne de Nurhachi, les relations des Mandchous avec les tribus mongoles voisines sont cruciales dans le développement de la dynastie. Nurhachi échange des épouses et des concubines avec les Mongols Khalkhas dès 1594, et reçoit également des titres de leur part au début du XVIIe siècle. Il consolide également ses relations avec certaines parties des populations Khorchin et Kharachin de Mongolie Extérieure. Ils reconnaissent Nurhachi comme Khan, et en retour, les lignées dirigeantes de ces groupes reçoivent des titres décernés par Nurhachi et sont mariés avec des membres de sa famille élargie. Les premières relations entre les Jin postérieurs et les tribus mongoles se font donc dans le cadre d'une alliance,. Pour des raisons politiques, Nurhachi choisit de mettre l'accent sur les différences ou les similitudes entre les modes de vie des Mongols et ceux des autres groupes ethniques de son empire. Nurhachi dit aux Mongols que "les langues des Chinois et des Coréens sont différentes, mais leurs vêtements et leur mode de vie sont les mêmes. C'est la même chose avec nous, Mandchous (Jušen) et Mongols. Nos langues sont différentes, mais nos vêtements et notre mode de vie sont les mêmes". Plus tard, Nurhachi précise que le lien avec les Mongols n'est pas basé sur une véritable culture commune, mais plutôt sur des raisons pragmatiques d'"opportunisme mutuel", ce qui se reflète dans ce discours à destination des Mongols : "Vous, les Mongols, vous élevez du bétail, vous mangez de la viande et vous portez des peaux. Mon peuple cultive les champs et vit de céréales. Nous ne sommes pas un seul pays et nous avons des langues différentes". Lorsque Nurhaci déclare officiellement son indépendance de la dynastie Ming et proclame la Dynastie des Jin postérieurs en 1616, il se donne un titre de style mongol, consolidant ainsi ses revendications de chef suprême des peuples Mongols, en reprenant à son compte les traditions mongoles. Les bannières et autres institutions mandchoues sont des exemples d'hybridité productive, combinant des éléments mongols "purs" (tels que l'écriture) et des éléments chinois "Han". Les mariages mixtes entre familles nobles mandchoues et mongoles renforcent considérablement l'alliance entre les deux peuples. Huang Taiji, le fils et successeur de Nurhachi, élargit encore plus cette politique d'alliance matrimoniale, en utilisant les liens du mariage pour se lier davantage aux vingt-et-une tribus de Mongolie intérieure qui ont rejoint l'alliance avec les Mandchous. Malgré l'intimité croissante des liens entre les Mandchous et les Mongols, Ligden Khan, le dernier Khan Tchakhar des Yuan du Nord, s'oppose résolument au pouvoir croissant des Mandchous et se considère comme le seul représentant légitime de la tradition impériale mongole. Cependant, malgré sa détermination, Ligden est isolé car les raids qu'il lance régulièrement contre les Mongols des tribus Khorchins, Dörbets et Gorlos sont en grande partie responsable de leur décision de s'allier à Nurhachi, alors que le Khan des Yuan du Nord est allié aux Ming. L'incident de trop est le meurtre de 7 nobles Khorchins par des Khalkhas et des Tchakhars. Ligden entre donc en guerre contre les Jin postérieurs, mais ils subit plusieurs défaites lors de batailles dans les années 1620 et au début des années 1630, et finit par mourir en 1634. Son fils Ejei Khan finit par se soumettre à Huang Taiji en 1635 et remet le sceau impérial des Yuan à ce dernier, mettant fin aux Yuan du Nord. En retour, Ejei Khan reçoit le titre de prince (Qin Wang, 親王). Les Mongols de Mongolie  Intérieure qui se sont rendus sont divisés en bannières administratives distinctes. Peu de temps après, les Mandchous fondent la dynastie Qing et prennent le contrôle de la Chine historique. 
Ejei Khan meurt en 1661 et son titre passe à son frère Abunai. Ce dernier faisant preuve de plus en plus d'hostilité envers le régime mandchou des Qing, il est placé en résidence surveillée en 1669 à Shenyang et l'empereur Kangxi donne son titre à son fils Borni. Abunai fait profil bas pendant un temps, puis lui et son frère Lubuzung se révoltent contre les Qing en 1675 lors de la rébellion des trois feudataires, à laquelle se sont joints 3 000 Mongols Tchakhars. Les Qing écrasent ces rebelles lors d'une bataille qui a lieu le 20 avril 1675, tuant Abunai et tous ses partisans. Le titre princier est aboli, tous les hommes de la famille royale Tchakhar sont exécutés même s'ils étaient nés de princesses mandchoues Qing, et toutes les femmes sont vendues comme esclaves, à l'exception des princesses mandchoues Qing. Dès lors les Mongols Tchakhars sont placés sous le contrôle direct de l'empereur Qing, contrairement aux autres ligues de Mongolie intérieure qui conservent leur autonomie.
Pendant ce temps, les Mongols Khalkhas de Mongolie extérieure, plus réticents à passer sous la domination de Qing, sont toujours indépendants, mais les événements vont les contraindre à changer leur politique vis-à-vis des Mandchous. En effet, Galdan Boshugtu Khan, petit-fils par sa mère Galdan Amin-Dara de Güshi Khan (khan du Khanat qoshot et roi du Tibet) envahit le Kokonor (actuel Qinghai) contrôlé par le Khanat qoshot, vers 1679, il s'y fait arrêter par les Chinois et Tibétains. Après sa libération grâce à son ami et deba (principal ministre), Sangyé Gyatso, il reçoit en dédommagement les titres de Boshugtu et de Khan de la part du 5e dalaï-lama, (Lobsang Gyatso (1617 — 1682). Il part ensuite à la conquête de la Mongolie-Extérieure en 1688. Au printemps 1690, il contrôle l'intégralité de la Mongolie-Extérieure et commence à avancer en Mongolie-Intérieure sur la route d'Ourga (actuelle Oulan-Bator) à Kalgan. En 1690, cependant, l'empereur mandchou Kangxi envoie contre Galdan une armée et de l’artillerie fournie par les jésuites et l'arrête à Oulan-pout’ong, à 80 lieues de Pékin. Après cette défaite, Galdan évacue la Mongolie extérieure, qui devient protectorat chinois après que les chefs Mongols aient accepté de se soumettre aux Qing lors du Qurultay de Dolon-nor en mai 1691. S'ensuit une réorganisation territoriale, avec la mise en place du « régime des ligues et bannières ». Le principal résultat de la guerre contre Galdan est donc l'intégration des Khalkhas dans l'empire, leurs trois khans étant officiellement intronisés dans les cercles internes de l'aristocratie Qing en 1694. Même ainsi, le contrôle mandchou sur la Mongolie reste contesté. En effet, des princes Mongols Khalkhas dirigés par le prince Chingünjav complotent avec Amursana, le Khan des Dzoungars, et déclenchent une rébellion contre les Qing en même temps que les Dzoungars. Les Qing finissent par écraser la rébellion et exécuter Chingünjav et toute sa famille, assurant ainsi définitivement leur contrôle sur la Mongolie extérieure. 
Mais contrôler la Mongolie ne signifie pas contrôler tous les Mongols. Les Qoshots du Qinghai ne sont conquis qu'en 1723/24 et il faut attendre 1756/1757 pour que les Dzoungars soient finalement détruits et leur territoire conquis, à la fin de la guerre Dzoungar-Qing, pendant le règne de Qianlong. La pacification de l'ancien khanat Dzoungar débouche sur le génocide des Dzoungars. Les derniers Mongols à rejoindre l'empire sont les Kalmouks Torgud, qui retournent dans la région de l'Ili en 1771.
Après avoir conquis les Ming, les Qing ont identifié leur État comme étant la Chine (中國 Zhongguo), et l'ont appelé "Dulimbai Gurun" en mandchou. Quand les Qing ont vaincu les Mongols Dzoungars en 1759, ils ont proclamé que les terres des Oïrats avaient été absorbées par le royaume de "Chine" (Dulimbai Gurun), dans un mémorial rédigé en langue mandchoue,,. Ils ont exposé leur idéologie, selon laquelle ils réunissaient les Chinois non-Han "extérieurs" comme les Mongols Khalkhas, les peuples de Mongolie Intérieure, les Oirats (y compris les Tibétains, qui étaient alors sous la coupe des Khans Oirat) et les Han "intérieurs" (comprendre "de la Chine historique"), en une "famille" unie sous l'État Qing. Pour montrer que les divers sujets des Qing faisaient tous partie d'une même famille, ces derniers ont créé les expressions "Zhongwai yijia" (中外一家, "zones centrales et zones extérieures comme un seul royaume") et "neiwei yijia" (內外一家, "intérieur et extérieur des grands murs comme une seule famille"), pour transmettre cette idée d'une "unification" des différents peuples. Dans la version en mandchou d'un traité conclu avec l'Empire russe concernant les juridictions pénales respectives des deux États sur les hors-la-loi, les sujets des Qing sont appelés le "peuple du royaume central (Dulimbai Gurun)",,,. Dans le récit officiel, rédigé en langue mandchoue, qu'il fait de sa rencontre avec Ayouki Khan, le Khan des Torguts, Tulisen, un diplomate Mandchou, dit que si les Torghout étaient différents des Russes, le "peuple du Royaume central" (dulimba-i gurun 中國, Zhongguo) était comme les Torghut. Dans ce texte, l'expression "peuple du Royaume central" faisait explicitement référence aux Mandchous. Néanmoins, en raison des différents modes de légitimation des différents peuples de l'empire Qing, certains non-Han comme les Mongols se considéraient comme étant des sujets de l'État Qing mais en dehors de la Chine ou "Khitad".
Une fois devenus les seuls maîtres de la Mongolie, les Qing interdisent aux Mongols de franchir les frontières de leurs bannières, même pour se rendre dans d'autres bannières mongoles, et de pénétrer dans les neidi, les 18 provinces chinoises Han. Ils infligent de graves punitions à ceux qui contreviennent à ces ordres, afin de maintenir les Mongols divisés les uns contre les autres au profit des Qing. Les pèlerins mongols qui voulaient sortir des frontières de leur bannière pour des raisons religieuses, comme un pèlerinage, devaient demander un passeport pour pouvoir le faire.

Cette politique de contrôle des déplacements des populations a toutefois des limites. Ainsi, bien qu'ils aient officiellement interdit l'installation des Chinois Han sur les terres mandchoues et mongoles, les Qing décident au XVIIIe siècle d'installer en Mandchourie et en Mongolie intérieure des réfugiés Han originaires du Nord de la Chine qui souffraient de la famine, des inondations et de la sécheresse. Entre ces déplacements autorisés et ceux effectués de manière illégale, dès les années 1780, des paysans Han cultivent environ 500 000 hectares de terres agricoles en Mandchourie et des dizaines de milliers d'hectares en Mongolie intérieure.

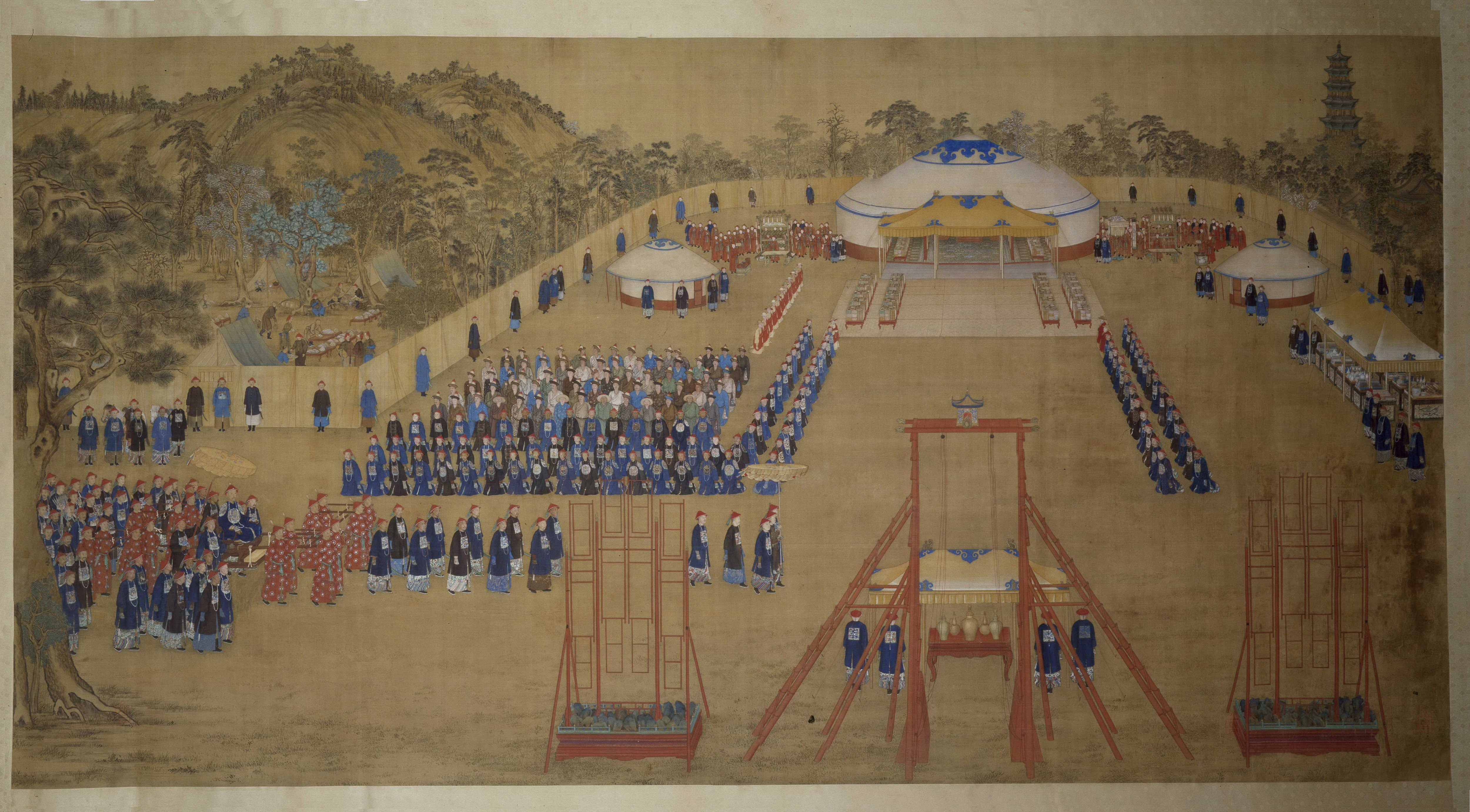
Un banquet donné par l'empereur Qianlong pour les chefs des tribus mongoles Dörbet (Choros) dans la ville de Chengde en 1754.

Les bannières précédemment citées sont des unités administratives créées par les empereurs mandchous de la dynastie Qing en 1649 pour organiser les tribus mongoles, sur le modèle des bannières mandchoues, ce dans le but de limiter l'autonomie des tribus mongoles. Les limites n'étant pas toujours indiquées clairement, cela provoque régulièrement des disputes au sujet des frontières desdites bannières. Le chef des bannières mongoles porte le titre de Jasagh. Une fois mises en place, les Bannières remplacent la structure tribale et clanique traditionnelle et ont pour effet de diviser les Mongols. Très vite, les Princes mongols se mettent à construire des palais en utilisant les canons de l'architecture chinoise. Comme indiqué précédemment, des paysans chinois ont fini par émigrer en Mongolie au XVIIIe siècle, et  les nobles mongols, ainsi que les Qing, leur ont vendu les terres des prairies de Horqin. De manière générale, la Mongolie est de moins en moins autonome durant la période de tutelle mandchoue. En effet, les Princes sont contrôlés par les Qing, tandis que les prêts accordés par les marchands Han provoquent l'endettement des Mongols en général et  des nobles en particulier. Les monastères se remplissent d'hommes mongols, tandis que la population du pays diminue. Avec le temps, les Chinois prennent une part de plus en plus importante dans l'économie du pays, les paysans originaires du nord de la Chine louant les terres des bannières mongoles que les marchands chinois ont récupérées en paiement des dettes que les princes mongols avaient contractées auprès d'eux. L'immigration chinoise illégale est tellement importante qu'en 1791, le gouvernement Qing reçoit une pétition émanant du prince mongol Jasak de la bannière du front de Ghorlos de la Mongolie intérieure orientale, où ce dernier demande que la situation des colons Han présents dans cette région soit légalisée.
À côté des paysans, un groupe de Chinois, appelés "disciples des Mongols", immigre également en Mongolie intérieure, où ils travaillent comme serviteurs pour les Mongols et les princes mongols, et épousent des femmes mongoles. Leurs descendants continuent à épouser des femmes mongoles et changent d'ethnie pour devenir des Mongols au fur et à mesure de leur assimilation au peuple mongol. Les ancêtres de Li Shouxin, par exemple, font partie de ces "disciples des Mongols". Malgré leur volonté d'assimilation, ils se considèrent comme un groupe distinct de ceux qu'ils appellent les "vrais Mongols" (真蒙古),,.
Autre forme de mouvement de population, les Qing prononcent régulièrement des peines d'exil, obligeant les condamnés à partir à l'autre bout de l'empire. C'est ainsi que des Chinois condamnés pour des crimes sont régulièrement exilés au Xinjiang pour y être esclaves des garnisons des Bannières. Mais les Qing pratiquent également "l'exil inversé", envoyant des criminels des populations asiatiques vivant sur les marges de l'empire (criminels mongols, russes et musulmans de Mongolie et d'Asie intérieure), en Chine proprement dite où ils servent d'esclaves dans les garnisons des Bannières "Han", à Guangzhou. C'est ainsi que des Russes, des Oirats et des musulmans, tels qu'Yakov et Dmitri, finissent exilés à Guangzhou. Dans les années 1780, après la défaite de la rébellion musulmane du Gansu lancée par Zhang Wenqing (張文慶), des musulmans comme Ma Jinlu (馬進祿) sont exilés à leur tour à Guangzhou, où ils deviennent les esclaves des officiers de la bannière Han. Cette pratique est même institutionnalisée, le code Qing qui s'applique aux Mongols vivant en Mongolie condamnant les criminels mongols à l'exil et à devenir les esclaves des soldats des bannières Han dans leurs garnisons de la Chine proprement dite.
Afin de diminuer encore plus l'autonomie des Mongols et d'améliorer leur contrôle de la Mongolie, les Qing ont essayé de promouvoir l'idéologie néo-confucianiste chinoise d'organisation de la société en clans patrimoniaux chez les Mongols. L’intérêt pour les Qing étant de réorganiser la société mongole autour de cellules de bases plus petites que les anciens clans mongols, donc plus facile à contrôler. Mais les Mongols connaissent rarement leurs ancêtres depuis 4 générations et la société tribale mongole n'est pas organisée en clans patrilinéaires, contrairement à ce qui est alors courant en Chine, mais comprend des personnes sans lien de parenté avec la famille à la base du clan. La complexité de cette situation aboutit à l’échec de la tentative des Qing.

## Gouvernance
Pour administrer les régions mongoles, les Qing crée un bureau des affaires mongoles, appelé Monggol jurgan en mandchou. Renommé Lifan Yuan en 1638, il est connu en français sous le nom de Bureau des affaires frontalières ou Cour chargée des provinces extérieures. Ce bureau dépend directement de l'empereur Qing et prend de l'ampleur avec le temps. Finalement, non seulement il gère l'administration de la Mongolie intérieure et extérieure, mais supervise également les nominations des Ambans au Tibet et au Xinjiang (en), ainsi que les relations des Qing avec la Russie. Outre le travail quotidien, le bureau crée également ses propres statuts et un code de loi pour la Mongolie extérieure.
Contrairement au Tibet, la Mongolie de la période Qing n'avait pas de gouvernement local global. En Mongolie intérieure, l'empire maintient sa présence grâce aux forces militaires Qing basées le long des frontières sud et est de la Mongolie, et la région est contrôlée étroitement par le pouvoir central. En Mongolie extérieure, l'ensemble du territoire est techniquement sous la juridiction du gouverneur militaire d'Uliastay, un poste occupé uniquement par des soldats des bannières Qing. Dans les faits, au début du XIXe siècle, c'est l'Amban d'Urga qui supervise la partie orientale de la région, soit les domaines tribaux ou aimags du Tushiyetu Khan et du Sechen Khan, tandis que le gouverneur d'Uliastay ne s'occupe que de la partie occidentale, soit les domaines du Sayin Noyan Khan et du Jasaghtu Khan. Lorsque ce poste est créé, le gouverneur militaire d'Uliastai a à sa charge la gestion de la région située autour de Kobdo, dans l'extrême ouest de la Mongolie extérieure. Par la suite, cette région devient plus tard un poste administratif indépendant. Le gouvernement Qing administre la Mongolie intérieure et extérieure conformément aux Statuts collectifs de la dynastie Qing (Da Qing Hui Dian) et à leurs précédents. Seuls les Mongols de Mongolie Extérieure ou les Khalkhas sont autorisés à régler leurs différends, et autres litiges internes aux tribus Mongoles, conformément au code traditionnel des Khalkhas. Pour les Mandchous, le lien avec les mongols était martial et militaire. À l'origine, en tant que "sujets privilégiés", les Mongols étaient obligés d'aider la cour des Qing à conquérir de nouveaux territoires et à réprimer les rébellions dans tout l'empire. En effet, pendant une grande partie de la dynastie, la structure du pouvoir militaire des Qing s’appuie fortement sur les forces mongoles pour assurer la police et l'expansion de l'empire.

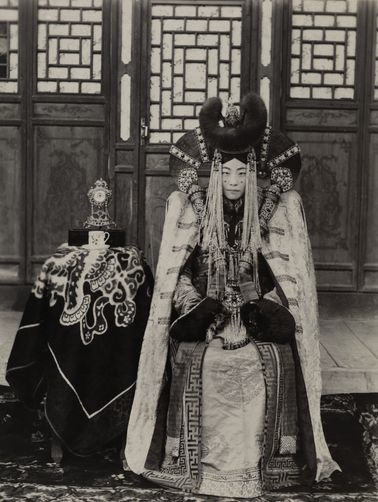
Une femme noble mongole en 1908.

La société mongole se compose essentiellement de deux classes, les nobles et les roturiers. Chaque membre de la noblesse mongole a un rang dans l'aristocratie Qing. Il y a en tout dix rangs, mais seuls les princes des bannières règnent avec un pouvoir temporel. En reconnaissance de leur subordination à la dynastie Qing, les princes des bannières offrent chaque année à l'empereur des tributs composés d'objets spécifiques. En retour, ils reçoivent des cadeaux impériaux d'une valeur au moins égale à celle du tribut, ce qui fait que la cour Qing considère que le versement d'un tribut n'est pas une charge économique pour les tributaires. Les roturiers mongols, en revanche, sont pour la plupart des sujets des bannières ayant des obligations fiscales et de service au prince de leur bannière ainsi qu'au gouvernement Qing. Chaque roturier Mongol est rattaché à une bannière spécifique, qu'ils ne peuvent pas quitter légalement sans l'autorisation du prince de la bannière. Ce dernier attribue des droits de pâturage à ses sujets comme bon lui semble, en général en proportion du nombre d'hommes adultes plutôt qu'en proportion de la quantité de bétail à faire paître.
À la fin du XVIIIe siècle, le nomadisme mongol s'est déjà considérablement affaibli, ce qui marque la fin les jours anciens du pouvoir et de l'indépendance des nomades. Outre l'avantage industriel et technique de la Chine sur la steppe, trois facteurs principaux se combinent pour renforcer le déclin de la puissance militaire jadis glorieuse de la Mongolie et la décadence de l'économie nomade
- Le premier est l'unité administrative des bannières, que les souverains Qing utilisent pour diviser les Mongols et rompre leurs lignages traditionnelles d'autorité tribale. En effet, aucun prince ne peut s'étendre et acquérir un pouvoir prédominant, et chacune des bannières est directement responsable devant l'administration Qing. Si un prince des bannières pose problème, le gouvernement Qing a le pouvoir de le destituer immédiatement sans se soucier de sa lignée.
- Le deuxième facteur important est  l'école des "bonnets jaunes" du bouddhisme tibétain. Les monastères et les lamas sous l'autorité du lama réincarné résidant à Pékin, la capitale des Qing, sont exonérés d'impôts et de services et jouissent de nombreux privilèges. Le gouvernement Qing veut a tout prix lier les Mongols à l'empire et pour cela applique une politique consistant à fusionner, dans la mesure du possible, le lamaïsme avec les traditions religieuses chinoises. Par exemple, Guandi,le dieu chinois de la guerre, est assimilé à Geser Khan, le héros d'un poème épique très célèbre chez les tibétains[37] et mongols . Alors que la population mongole diminue, le nombre de monastères augmente. En Mongolie intérieure et extérieure, environ la moitié de la population masculine devient moine, soit une proportion encore plus élevé qu'au Tibet, où seulement environ un tiers de la population masculine est moine.
- Le troisième facteur du déclin social et économique de la Mongolie est une conséquence du facteur précédent. La construction de monastères a ouvert la Mongolie au commerce chinois. Auparavant, la Mongolie n'avait guère de commerce intérieur, juste des échanges non marchands à une échelle relativement limitée, et il n'y avait pas de classe marchande mongole. Sous les Qing, les monastères aident grandement les marchands chinois à prendre le contrôle du commerce sur l'ensemble du territoire mongol et leur fournissent un accès direct à la steppe. Si les marchands "Han" provoquent fréquemment la colère des monastères et des laïcs pour diverses raisons, il n'en reste pas mois que les monastères jouent le rôle de soutien du commerce chinois en Mongolie. Tout au long de la dynastie Qing, les autorités impériales font diverses tentatives pour restreindre les activités de ces marchands Chinois, comme la mise en place de licences annuelles. En effet, comme nous l'avons déjà vus, les Qing veulent utiliser les Mongols comme "réservoir" de soldats, et ils considèrent que la pénétration commerciale Chinoise en Mongolie compromet cet objectif. Mais malgré tous les efforts du pouvoir central, ces tentatives n'ont que peu d'effets.

La première moitié du XIXe siècle correspond à l'apogée de la domination des Qing. Les Mongolies intérieure et extérieure continuent à approvisionner les armées Qing en cavalerie, bien que le gouvernement essaye de maintenir les Mongols "extérieurs" à l'écart des guerres de l'empire au cours de ce siècle. Depuis que la dynastie a placé les Mongols sous son contrôle, le gouvernement ne les craint plus. Dans le même temps, alors que les Mandchous au pouvoir sont de plus en plus sinisés et que la pression démographique se fait sentir dans les provinces de la Chine historique, la dynastie commence à abandonner ses vaines tentatives visant à bloquer la pénétration commerciale et l'établissement des Chinois dans la steppe. En effet, il se trouve que la pénétration économique des Chinois sert les intérêts de la dynastie, car elle apporte non seulement un soutien à l'appareil administratif mongol du gouvernement, mais lie aussi plus étroitement les Mongols au reste de l'empire. Les administrateurs Qing, de plus en plus proches des entreprises commerciales chinoises, soutiennent fermement le commerce chinois. Les Mongols ordinaires, qui restent sous la domination des bannières et continuent leur vie de bergers, ne peuvent pas faire grand-chose pour se protéger contre les exactions croissantes qu'ils subissent de la part des princes des bannières, des monastères et des créanciers Han. Ces bergers ont peu de ressources contre les taxes et les impôts exorbitants qu'ils doivent payer. Au XIXe siècle, l'agriculture se répand dans la steppe et les pâturages sont de plus en plus convertis à un usage agricole. Dès le XVIIIe siècle, un nombre croissant de colons Han commencent déjà à s'installer illégalement dans les steppes de Mongolie intérieure et à louer des terres aux monastères et aux princes des bannières, ce qui provoque une lente diminution des zones de pâturage pour le bétail des Mongols. Bien qu'elle soit complètement illégale, cette pratique se poursuit sans contrôle. En 1852, les marchands chinois ont profondément pénétré la Mongolie intérieure et les Mongols accumulent les dettes impayées. La transformation des pâturages en terres agricoles, les impôts excessifs, la multiplication des colons chinois, ainsi que les dettes et les abus d'autorité des princes des bannières provoquent un ressentiment croissant. De nombreux Mongols appauvris commencent également à se lancer dans l'agriculture dans la steppe, louant des terres agricoles à leurs princes des bannières ou à des propriétaires marchands Han qui les ont acquises en règlement de dettes. Quoi qu'il en soit, les Qing adoptent une politique de plus en plus favorable à la colonisation des terres mongoles par les Chinois sous la pression des événements, notamment après l'annexion de la région de l'Amour (en) par la Russie en 1860. Elle atteindra son apogée au début du XXe siècle, sous le nom de "nouvelle politique" ou de "nouvelle administration" (xinzheng).

## Bouddhisme tibétain
Après l'invitation du Sonam Gyatso, 3e dalaï-lama (et premier à porter ce titre)) en Mongolie et la conversion d'Altan Khan (c'est lui qui crée et donne le titre de dalaï-lama à Sonam Gyatso), le Khan des Mongols Toumètes en 1578, presque tous les Mongols deviennent bouddhistes en 50 ans. Des dizaines de milliers de Mongols deviennent moines, presque tous des adeptes de l'école Gelugpa et fidèles au dalaï-lama. Lorsque Huang Taiji lance sa campagne contre le dernier khan mongol, Ligden Khan, il associe de plus en plus à sa personne les caractéristiques d'un roi universel, y compris le parrainage du bouddhisme tibétain auquel les Mongols croient. En privé cependant, il considère avec mépris la ferveur des Mongols envers la foi bouddhiste et pense qu'elle est destructrice pour l'identité mongole. Il déclare à ses proches : « Les princes mongols abandonnent la langue mongole ; leurs noms sont tous une imitation (de ceux) des lamas ». En fait, les dirigeants mandchous ne croient pas personnellement au bouddhisme tibétain, ne veulent pas se convertir et pour décrire les lamas, Huang utilise les mots « incorrigibles » et « menteurs ». Mais cela ne l’empêche pas de prendre le parti du bouddhisme, afin d'exploiter l'attachement des Tibétains et des Mongols à cette religion. Selon l'historien mandchou Jin Qicong, le bouddhisme est alors utilisé par les dirigeants Qing pour contrôler les Mongols et les Tibétains et il n'a que peu d'importance pour le reste de la population mandchoue.

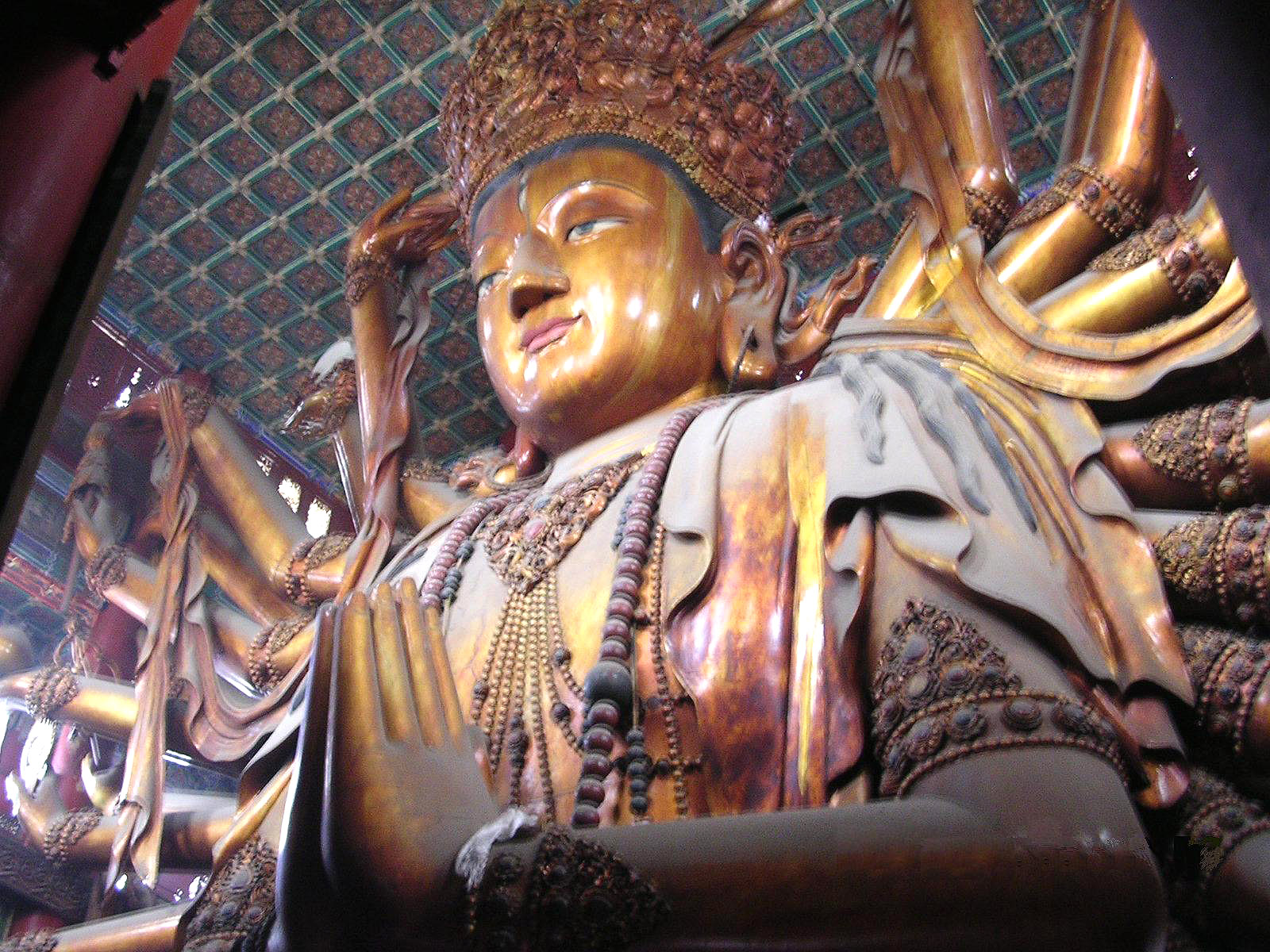
Statue géante en bois d'un bodhisattva située au temple de Puning, Chengde, province du Hebei. Elle est construite en 1755, pendant le règne de l'empereur Qianlong

Toutefois, les rapports entre les Qing et le bouddhisme tibétain évoluent avec le temps et les croyances de l'empereur au pouvoir et, petit à petit, le bouddhisme fini par imprégner la cour des Qing. La situation du bouddhisme tibétain a même totalement changé lorsque débute le long règne de l'empereur Qianlong. Ce dernier parraine l'art bouddhiste tibétain et fait réaliser des traductions du canon bouddhiste. Les comptes-rendus de la Cour impériale et les sources en langue tibétaine confirment son engagement personnel envers cette religion. Qianlong apprend rapidement à lire la langue tibétaine et étudie assidûment les textes bouddhistes. Ses croyances se reflètent dans l'imagerie bouddhiste tibétaine de sa tombe, qui est peut-être l'expression la plus personnelle et la plus privée de la vie d'un empereur. Il soutient l'école des bonnets jaunes pour « maintenir la paix entre les Mongols » puisque ces derniers sont des disciples du dalaï-lama et du panchen-lama de cette école.
En 1744, Qianlong fait transformer le temple de Yonghe (palais de l'Harmonie, Yonghegong) en temple bouddhiste tibétain a destination des Mongols et fait graver un édit sur une stèle pour commémorer la création dudit temple. Cet édit est écrit en tibétain, mongol, chinois et mandchou, Qianlong ayant très probablement écrit la version chinoise avant celle en mandchou.
En 1792, Qianlong fait déposer dans le temple de Yonghe à Pékin une stèle intitulée « Discours sur les lamas » (喇嘛说 / 喇嘛說, lǎma shuō), sur laquelle est gravée sa citation sur le maintien de la paix, à laquelle il a fait rajouter que c'était  « simplement l'application de Notre politique d'étendre Notre affection aux faibles », qui l'avait conduit à se rapprocher des bonnets jaunes. Mark Elliott conclut que ces actions lui ont apporté des avantages politiques, mais aussi qu'elles « s'accordaient parfaitement avec sa foi personnelle ».
Même si l'empereur est un bouddhiste convaincu, cela ne l’empêche pas d'utiliser la religion pour affermir son pouvoir et contrôler plus étroitement les Mongols. C'est ainsi qu'il a délibérément sapé le pouvoir des nobles Mongols Khalkhas en nommant le Tibétain Ishi-damba-nima, un membre de la famille royale Lithang des Tibétains de l'Est, troisième réincarnation de Jebtsundamba Khutuktu, en lieu et place du Khalkha choisi par ces nobles. Ces derniers ont commencé par contester cette décision, puis ils ont cherché à éloigner Ishi-damba-nima en l'envoyant à Dolonnor. Mais Qianlong a rejeté leurs deux demandes, en leur envoyant un message indiquant qu'il mettait fin à l'autonomie des Mongols de Mongolie Extérieure. La décision de l'empereur de faire du Tibet le seul endroit d'où peut provenir la réincarnation d'un lama est intentionnelle, afin de réduire la puissance et l'autonomie des Mongols.
Pour désigner l'empereur Qing, les Mongols utilisent le titre Bogda Khan ou Bogda Khakan, et c'est ainsi que les nobles mongols le nomment lorsqu'ils se rendent à Pékin chaque année, pour lui rendre hommage. Ce titre fait directement référence au bouddhisme tibétain, le Jebtsundamba et le Panchen Lama étant également appelés bogda par les Mongols.

## Divisions administratives

Carte de l'Empire Qing en 1820. Les provinces sont en jaune, les gouvernorats et protectorats militaires en vert, les États tributaires en orange.

Sous les Qing, la Mongolie est divisée en deux régions: la Mongolie intérieure (Manchu : Dorgi) et la Mongolie extérieure (Manchu : Tülergi). Cette division est en grande partie la cause de la séparation actuelle entre la Mongolie et la province chinoise de Mongolie-Intérieure. Outre les 4 aïmags de Mongolie extérieure et les 6 ligues de Mongolie-Intérieure, il y a également de vastes zones contrôlées directement par le pouvoir central Qing, telles que la frontière de Khobdo et la zone des postes de garde le long de la frontière russe.

### Mongolie intérieure[50]
Les 24 Aimags originaux de la Mongolie intérieure sont supprimés et remplacés par 49 khoshuus (bannières) qui seront plus tard organisés en six chuulgans (ligues, assemblées) :
- La ligue Jirim
- La ligue Josotu
- La ligue Juu Uda
- La ligue de Shilingol
- La ligue d'Ulaan Chab
- La ligue Ihe Juu

À ceci il faut rajouter les huit khoshuus Tchakhars et les deux khoshuus Toumètes situés autour de Guihua, qui sont administrés directement par le gouvernement Qing.

### Mongolie extérieure
- Khalkha
  - Aimag de Secen Khan (23 khoshuus)
  - Aimag de Tüsheetu Khan (20 khoshuus)
  - Aimag de Sain Noyon Khan(24 khoshuus)
  - Aimag de Zasagtu Khan (19 khoshuus)
- Khövsgöl
- Tannu Uriankhai
- Territoire de Kobdo (30 khoshuus)
- Ili (13 khoshuus, se situe actuellement dans la province du Xinjiang)
- Khökh Nuur (29 khoshuus, se situe actuellement dans la province du Qinghai)

### Hetaode l'Ouest de Mongolie
- Khoshuu d'Ejine  (Correspond  l'actuelle Bannière d'Ejin, dans la Ligue d'Alxa, Mongolie intérieure)
- Khoshuu d'Alasha (Correspond aux actuelles Bannières gauche et droite d'Alxa, dans la Ligue d'Alxa, Mongolie intérieure)

## La culture en Mongolie sous les Qing

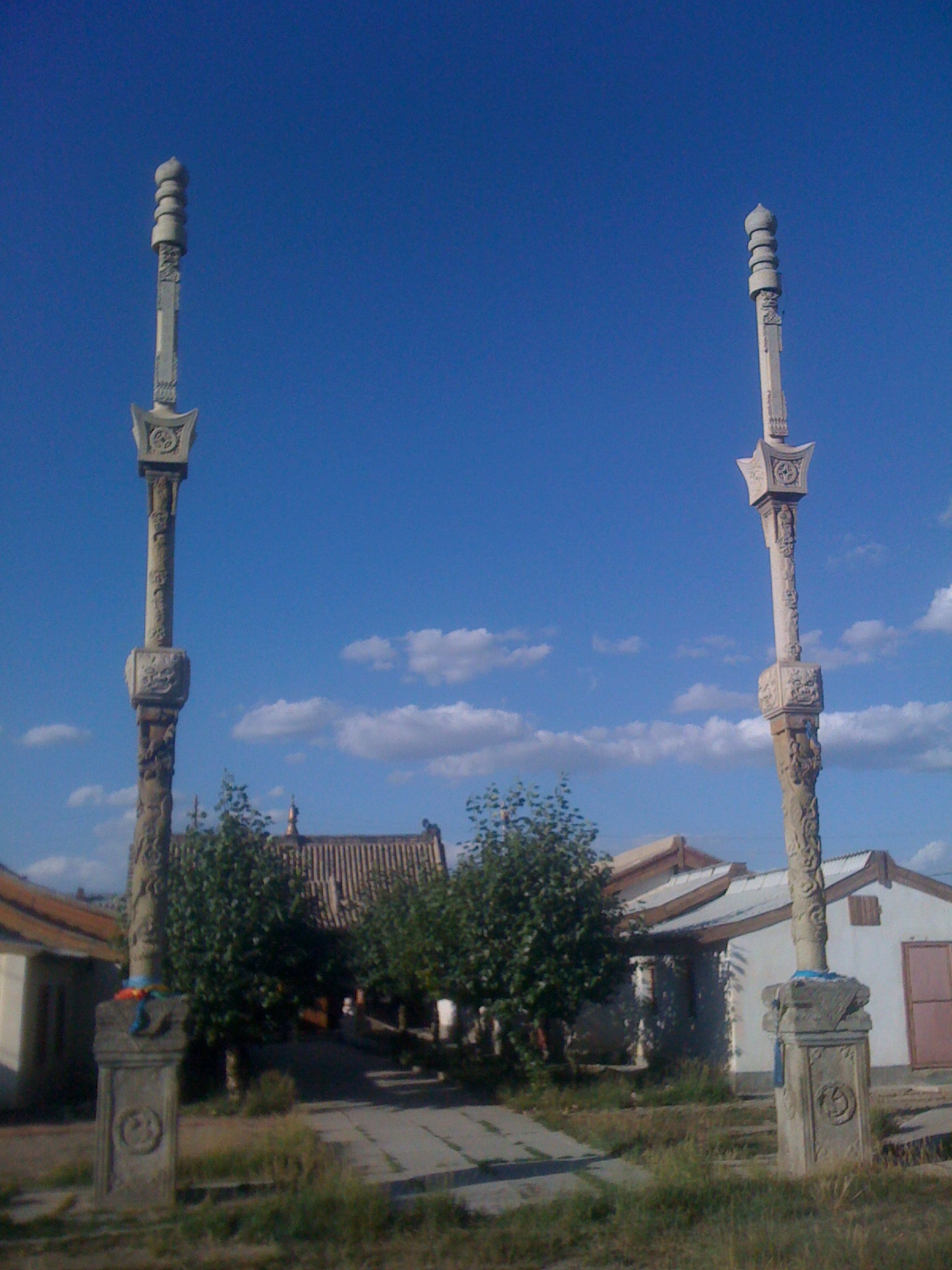
Deux colonnes du monastère de Mère Tara qui a été donné par l'empereur Qianlong aux Mongols en 1753. District d'Amgalan, Oulan-Bator.

Bien que la majorité de la population mongole de cette période soit analphabète, les Mongols ont produit une excellente littérature. De nombreux livres, dont des chroniques et des poèmes, sont écrits par des auteurs Mongols pendant la période Qing. Parmi les plus importants, on peut citer
- Altan Tobchi (Chronique d'or) de Lubsandanzan
- Höh Sudar (Le Soutra bleu) de Borjigin Vanchinbaliin Injinash.

Le XIXe siècle voit la rédaction d'un grand nombre d'écrits historiques en mongol et en tibétain, et les auteurs Mongols accomplissent un travail considérable en philologie.  Tout au long de la période Qing, on voit également de nombreuses traductions en langue Mongole de romans chinois et tibétains.

### Hüree Soyol (culture Hüree)
À l'époque des Qing, Hüree (aujourd'hui Oulan-Bator, la capitale de la Mongolie) est le berceau d'une riche culture. Les chansons de style Hüree constituent une grande partie de la culture traditionnelle mongole ; on peut citer par exemple "Alia Sender", "Arvan Tavnii Sar", "Tsagaan Sariin Shiniin Negen", "Zadgai Tsagaan Egule" et bien d'autres.